# キネシオロジー

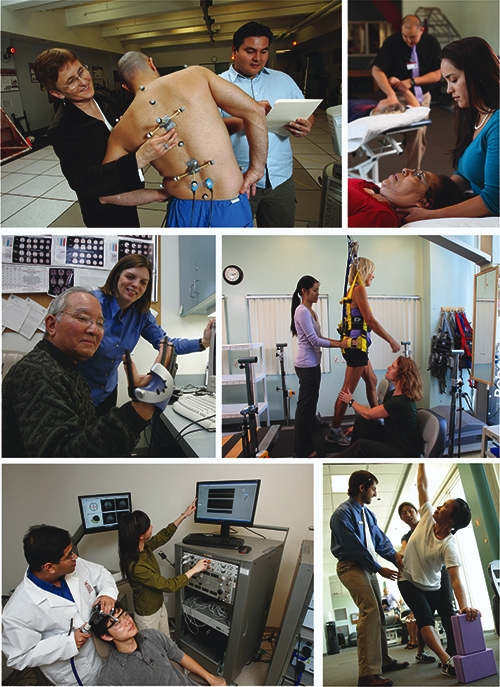
アカデミックなキネシオロジーにおける研究（左）と実践（右）の様子

キネシオロジー（Kinesiology）とは、人間またはそれ以外の生物の身体の運動の科学的研究である。生理学的、生体力学的、心理学的な運動原理および運動機構を扱う。ヒューマン・キネシオロジーなど、キネシオロジーの人間の健康への適用には、生体力学・整形外科 - 体力とコンディション、スポーツ心理学、リハビリテーションの方法、スポーツとエクササイズ ‐ が含まれる。人間および動物の運動の研究には、モーショントラッキングシステムによる運動の調査、筋肉および脳の活動の電気生理学、生理学的機能を観察するための様々な方法、その他に、行動と認知を調べる技術が含まれている。
キネシオロジーという言葉は、ギリシャ語のκίνησις キネシス（kínēsis、動き）、λογία -ロギア（logia、研究・学問）から来ている。
なお、筋肉反射テストで診断する、マインドブロックを解き心と体を自然本来の状態へ戻す、などと主張されるカイロプラクティック・代替医療の方法はアプライドキネシオロジーであり、キネシオロジーの範疇にはない。また、キネシオロジーテープ、キネシオテープ等と呼ばれる粘着テープを使うテーピングも、キネシオロジーとは別物である。